# Душанбинская синагога
Душанбинская синагога, также известная как Бухарская синагога — историческая постройка, располагавшаяся в Душанбе, столице Таджикистана. Синагога была построена в XIX веке в одном из двух еврейских кварталов города, существовавших на тот момент. Синагога была частью комплекса культовых построек еврейского квартала, в который также входили здание религиозной школы и другие здания. В феврале 2006 года правительство Таджикистана приступило к сносу этих построек в рамках реализации плана реконструкции города, призванного освободить место для строительства новой президентской резиденции «Дворец Наций» с окружающим парком. Из-за международных протестов и серии судебных исков снос синагоги был отложен до конца июня 2008 года, когда здание всё-таки было снесено. В 2009 году на новом месте было построено новое здание.

## Старое здание синагоги
Синагога была построена общиной бухарских евреев в конце XIX века, когда город был частью Бухарского эмирата — вассала Российской империи. В  году Гражданской войны в России власть эмира была свергнута и заменена советской властью, а в 1920 году территория современного Таджикистана (как составная часть недавно провозглашённой Бухарской народной советской республики) вошла в состав РСФСР. 
С 1952 по 1958 год синагога была закрыта. После этого доступ в здание для верующих был разрешён. После обретения Таджикистаном независимости в 1991 году, на протяжении всей гражданской войны в Таджикистане (1992—1997) синагога продолжала действовать, несмотря на то, что большинство евреев из Таджикистана были эвакуированы в Израиль, а другие выехали в Россию, и лишь немногие остались жить в Душанбе. В 1995 году здание синагоги  и некоторые еврейские дома подверглись атаке вандалов. 
В мае 2003 года еврейская община получила официальное письмо правительства Таджикистана с требованием освободить занимаемые здания, включая синагогу, к июлю того же года. Снос, первоначально запланированный на 2004 год, начался в начале февраля 2006 года с уничтожения миквы, кошерной кухни и учебных комнат. После этого снос синагоги был на некоторое время отложен до июня 2008 года из-за международных протестов и серии судебных исков. Окончательно синагога была снесена 22 июня 2008 года.

## Споры по поводу сноса старой синагоги

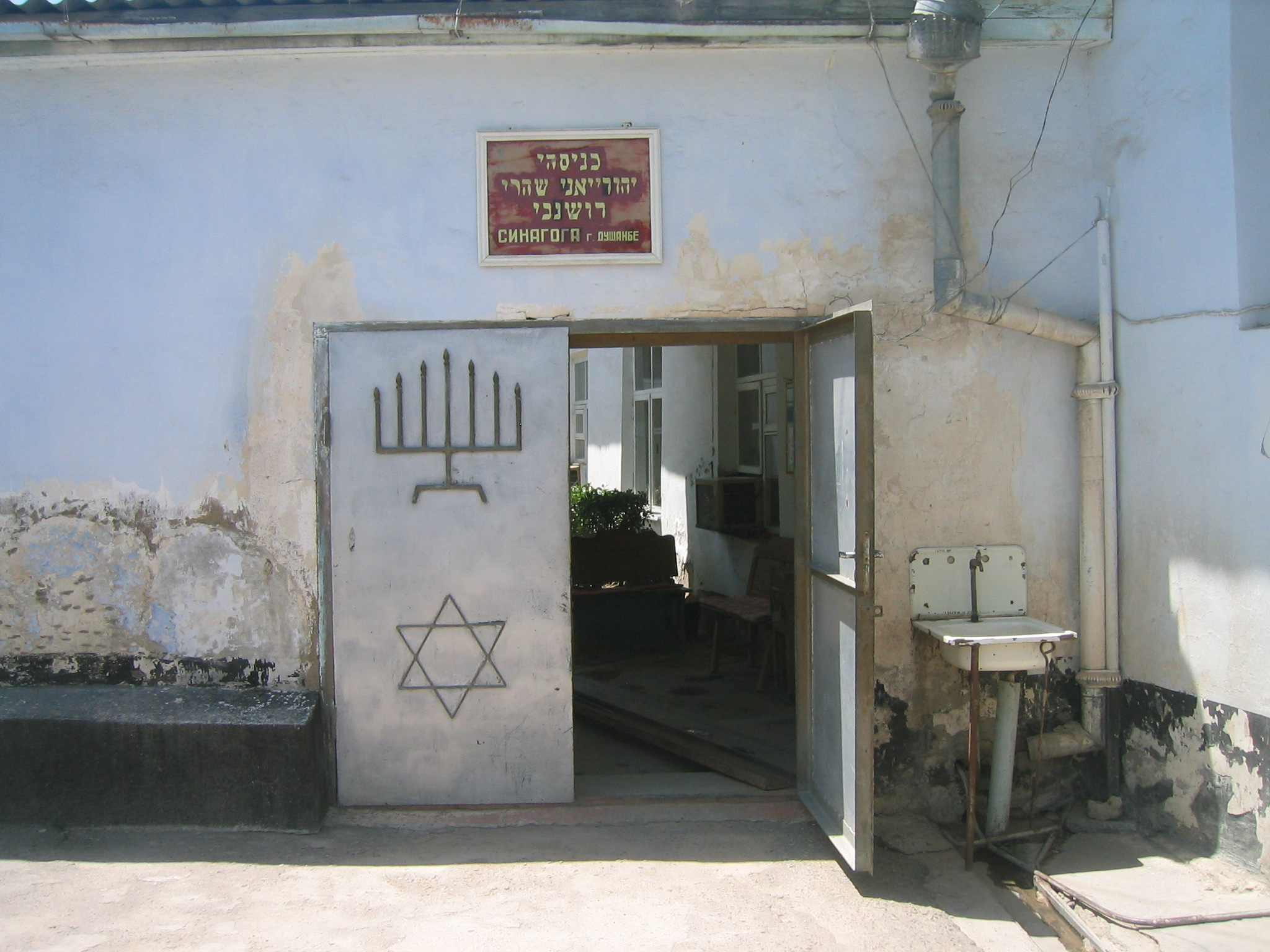
Старая синагога в Душанбе (основной вход).

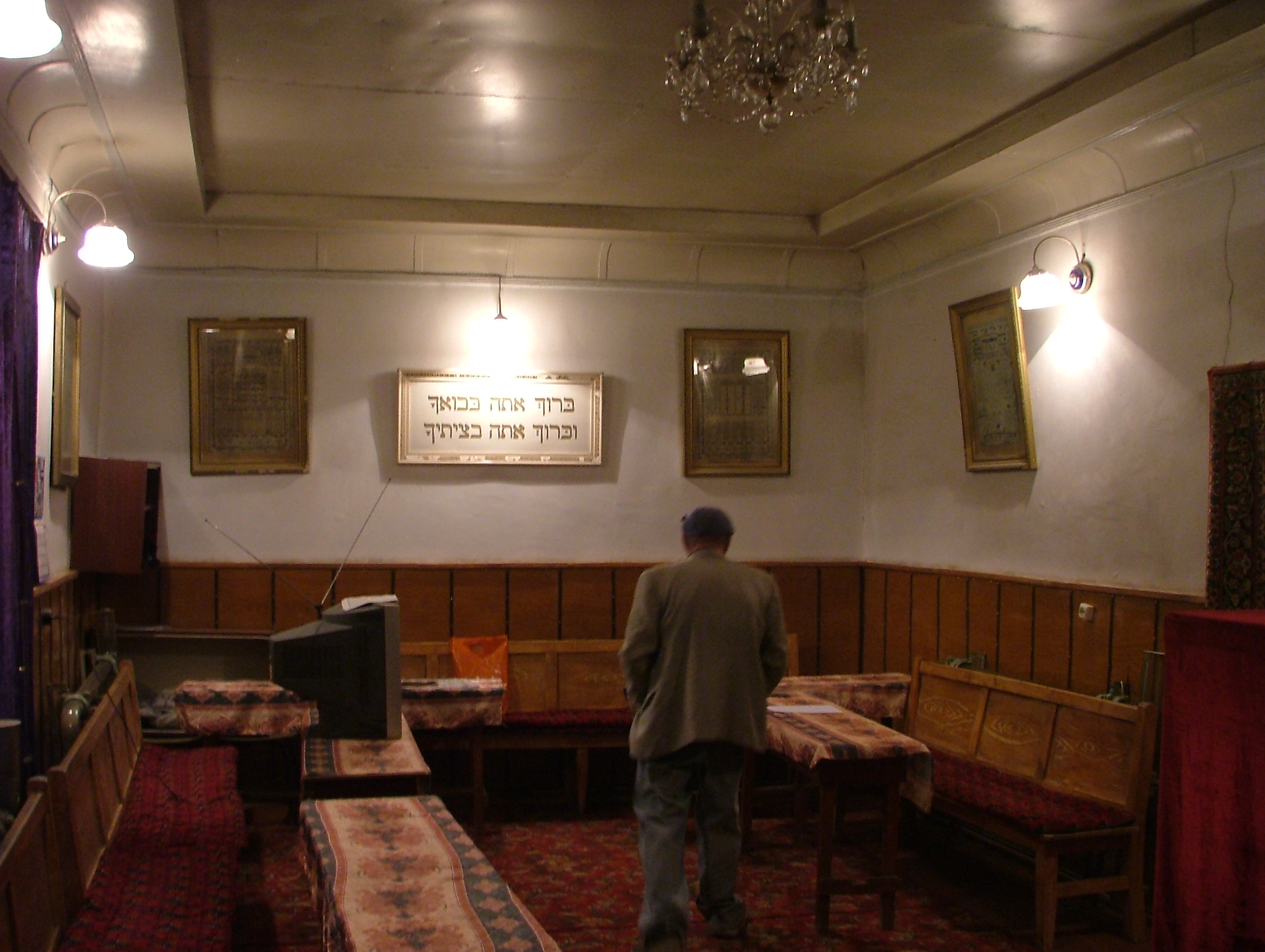
Внутренний интерьер старой синагоги.

На момент начала сноса синагога была действующей, в ней собирались представители небольшой еврейской общины, оставшейся в Душанбе (от 150 до 350 евреев). Кроме того,  это была последняя сохранившаяся синагога в Таджикистане. Хотя правительство утверждало, что здание не имело исторической ценности и могло быть снесено в соответствии с потребностями городского планирования, еврейская община заявила, что синагога — последний оставшийся еврейский молитвенный дом в стране, который функционировал около двух сотен лет, и потому здание имеет большое историческое значение. Также еврейская община стала оспаривать право собственности государства на здание, заявив что у неё есть документация, подтверждающая права еврейской общины на первоначальную (досоветскую) собственность на здание, и документы о покупке земли, на которой была построена синагога. С другой стороны, муниципальные власти Душанбе утверждали, что государство является собственником как земли, так и здания, национализированных в эпоху СССР.
Ещё в 2004 году главный раввин Центральной Азии Авраам Довид Гуревич отметил возможный антисемитский подтекст проблемы, намекнув, что перспектива нахождения синагоги рядом с Дворцом Наций не вызывает восторга у властей. Однако, Государственный департамент США предпочел заявить, что речь идёт о «бюрократической, а не идеологической» проблеме. В 2004 году ЮНЕСКО направила правительству Таджикистана письмо о том, что разрушение синагоги «противоречит международным стандартам защиты культурного наследия». В 2006 году телекомпания Би-би-си сообщила, что «тем, кто выступал против сноса, угрожали официальные лица, поэтому большинство прихожан боятся высказаться».
В марте 2006 года выяснилось, что правительство Таджикистана отменило своё решение о сносе и разрешило еврейской общине сохранить синагогу. Однако в мае 2006 года было объявлено, что синагога будет построена на «подходящем новом месте в центре города». Тем не менее, еврейская община Душанбе, поддерживаемая международным общественным мнением, продолжала попытки спасти старую синагогу. Однако в июне 2008 года городской суд Душанбе вынес постановление о том, что снос старой синагоги будет продолжен в соответствии с первоначальным планом.
После этого правительство Таджикистана выделило еврейской общине участок земли площадью 1500 квадратных метров для строительства новой синагоги на берегу реки Душанбинка в муниципальном районе Фирдоуси на западе города. В конце июня 2008 года, сразу после разрушения старой синагоги, председатель Федерации еврейских общин СНГ Лев Леваев, во время своего визита в Душанбе подтвердил, что строительство синагоги на новом месте начнется при финансовой поддержке его Федерации, Конгресса бухарских евреев и частных спонсоров.

## Новая Душанбинская синагога
4 мая 2009 года новая синагога в Душанбе была открыта. Финансовую поддержку строительству оказал таджикский бизнесмен Хасан Ассадуллозод, который является зятем президента Таджикистана Эмомали Рахмона. На церемонии открытия присутствовали посол США Трейси Энн Джейкобсон, заместитель министра культуры Таджикистана Мавлон Мухторов и имам Хабибулло Азамхонов.